# Васильківська міська рада
Василькі́вська міська́ ра́да — адміністративно-територіальна одиниця та орган місцевого самоврядування у складі Обухівського районуКиївської області. Адміністративний центр — місто обласного значення Васильків.

## Загальні відомості
- Територія ради: 356,97 км²,
- Населення ради: 45 864 особи (2020).
- Територією ради протікає Стугна

## Населені пункти
Міській раді підпорядковані населені пункти:
- м. Васильків
- Старостинські округи:
  - Барахти
  - Велика Бугаївка
  - Велика Вільшанка
  - Застугна
  - Здорівка
  - Кодаки
  - Митниця
  - Погреби та Луб'янка
  - Тростинка та Шевченкове
  - Яцьки

## Склад ради
Рада складається з 34 депутатів та голови.
- Голова ради: Баласинович Наталія Олександрівна
- Секретар ради: Шевчук Богдан Петрович

### Керівний склад попередніх скликань
| ПІБ                               | Основні відомості                                                                | Дата обрання | Дата звільнення |
| --------------------------------- | -------------------------------------------------------------------------------- | ------------ | --------------- |
| Іващенко Сергій Григорович        | Міський голова, 1971 року народження, освіта вища, безпартійний                  | 26.03.2006   | 31.10.2010      |
| Іващенко Сергій Григорович        | Міський голова, 1971 року народження, освіта вища вища, член Партії регіонів     | 31.10.2010   | 17.10.2012      |
| Сабадаш Володимир Іванович        | Міський голова, 1975 року народження, освіта вища, член Партії регіонів          | 02.06.2013   | 01.03.2014      |
| Сабов Сергій Олександрович        | Міський голова, 1966 року народження, освіта вища, член Політичної партії «УДАР» | 29.05.2014   | 25.10.2015      |
| Сабадаш Володимир Іванович        | Міський голова, 1975 року народження, освіта вища, безпартійний                  | 25.10.2015   |                 |
| Баласинович Наталія Олександрівна | Міський голова, 1985 року народження, освіта вища                                | 25.10.2020   |                 |

Примітка: таблиця складена за даними сайту Верховної Ради України та ЦВК

### Депутатські фракції у Васильківській міській раді VIII скликання
Фракція “Європейська солідарність” у Васильківській міській раді VIII скликання:
- голова фракції – Сіранчук Василь Михайлович;
- члени фракції 
  - Бурсова Людмила Петрівна;
  - Підгорецький Володимир Миколайович;
  - Кухаренко Ігор Вікторович;
  - Струк Андрій Анатолійович;
  - Ткаченко Ніна Миколаївна;
  - Марков Владислав Сергійович.

Фракція “Слуга народу” у Васильківській міській раді VIII скликання:
- голова фракції – Шевченко Андрій Васильович;
- члени фракції
  - Фень Олександр Васильович;
  - Мартиненко Юлія Анатоліївна;
  - Реус Анна Андріївна;
  - Омельченко Тетяна Леонідівна;
  - Турчин Анна Олександрівна;
  - Гринько Артем Вікторович;
  - Заменський Дмитро Дмитрович.

Фракція “Всеукраїнське об’єднання «Батьківщина”” у Васильківській міській VIII скликання:
- голова фракції – Лущик Любов Сергіївна;
- члени фракції
  - Шевчук Богдан Петрович;            
  - Заводій Володимир Михайлович;
  - Пацало Лідія Миколаївна;
  - Редько Раїса Василівна;
  - Савчук Валентина Андріївна.

Фракція “За майбутнє”у Васильківській міській VIII скликання:
- голова фракції – Кузьменко Яна Іванівна;
- члени фракції
  - Бруква Марина Дмитрівна;
  - Гайдаєнко Руслан Віталійович;
  - Гейко Ірина Миколаївна;
  - Горєвой Максим Олександрович;
  - Грегуль Валентин Володимирович;
  - Шалуєва Анна Олександрівна;
  - Гурєєв Володимир Володимирович;
  - Євменов Володимир Володимирович.

### Депутати VII скликання
За результатами місцевих виборів 2015 року депутатами ради стали:

#### За суб'єктами висування
| Суб'єкт висування                                          | Кількість обраних депутатів | %     |
| ---------------------------------------------------------- | --------------------------- | ----- |
| Партія Блок Петра Порошенка «Солідарність»                 | 6                           | 17.65 |
| Політична партія Всеукраїнське об'єднання «Батьківщина»    | 6                           | 17.65 |
| Політична партія «Сила людей»                              | 4                           | 11.76 |
| Політична партія «Українське Об'єднання патріотів — УКРОП» | 4                           | 11.76 |
| Радикальна партія Олега Ляшка                              | 4                           | 11.76 |
| Політична партія Всеукраїнське об'єднання «Свобода»        | 3                           | 8.82  |
| Народна партія                                             | 3                           | 8.82  |
| Політична партія «Опозиційний блок»                        | 2                           | 5.88  |
| Політична партія «Нові обличчя»                            | 2                           | 5.88  |

#### За округами
| № округу                                                   | Прізвище, ім'я, по батькові     | Дата нар.  | Освіта              | Партійна приналежність                                           | Відомості                                                                                                   |
| ---------------------------------------------------------- | ------------------------------- | ---------- | ------------------- | ---------------------------------------------------------------- | --- |
| ПАРТІЯ "БЛОК ПЕТРА ПОРОШЕНКА «СОЛІДАРНІСТЬ»                |                                 |            |                     |                                                                  | |
| пк                                                         | Перінська Оксана Петрівна       | 28.08.1982 | вища                | член ПАРТІЇ "БЛОК ПЕТРА ПОРОШЕНКА «СОЛІДАРНІСТЬ»                 | Самозайнята особа                                                                                           |
| 23                                                         | Корчинський Богдан Іванович     | 17.04.1982 | вища                | член ПАРТІЇ "БЛОК ПЕТРА ПОРОШЕНКА «СОЛІДАРНІСТЬ»                 | Апарат виконавчого комітету Васильківської міської ради, начальник юридичного відділу                       |
| 21                                                         | Бурсова Людмила Петрівна        | 21.05.1958 | вища                | безпартійна                                                      | Управління соціального захисту населення Васильківської міської ради, начальник                             |
| 25                                                         | Струк Андрій Анатолійович       | 11.05.1975 | загальна середня    | безпартійний                                                     | Фізична особа-підприємець                                                                                   |
| 30                                                         | Марков Владислав Сергійович     | 17.04.1965 | вища                | безпартійний                                                     | пенсіонер                                                                                                   |
| 14                                                         | Неділько Микола Миколайович     | 16.04.1980 | вища                | безпартійний                                                     | Самозайнята особа                                                                                           |
| політична партія Всеукраїнське об'єднання «Батьківщина»    |                                 |            |                     |                                                                  | |
| пк                                                         | Слончак Олександр Олександрович | 08.05.1957 | вища                | член політичної партії Всеукраїнське об'єднання «Батьківщина»    | тимчасово не працює                                                                                         |
| 7                                                          | Сіранчук Василь Михайлович      | 28.09.1955 | вища                | член політичної партії Всеукраїнське об'єднання «Батьківщина»    | Васильківська районна стоматологічна поліклініка, головний лікар                                            |
| 26                                                         | Деревянко Алла Аркадіївна       | 30.05.1981 | вища                | член політичної партії Всеукраїнське об'єднання «Батьківщина»    | Медичний центр «Нова медікал», адміністратор                                                                |
| 15                                                         | Сергієнко Сергій Олександрович  | 01.01.1976 | вища                | член політичної партії Всеукраїнське об'єднання «Батьківщина»    | ТДВ «Васильківський міжрайагропостач», директор                                                             |
| 20                                                         | Бруква Марина Дмитрівна         | 28.07.1978 | вища                | член політичної партії Всеукраїнське об'єднання «Батьківщина»    | ТВО «Амарант України», директор                                                                             |
| 6                                                          | Лущик Любов Сергіївна           | 01.11.1959 | загальна середня    | член політичної партії Всеукраїнське об'єднання «Батьківщина»    | ФОП «Лущик», директор                                                                                       |
| Політична партія «Сила людей»                              |                                 |            |                     |                                                                  | |
| пк                                                         | Сергієнко Юрій Володимирович    | 21.08.1983 | вища                | безпартійний                                                     | Національна гвардія України, військовослужбовець                                                            |
| 9                                                          | Денисенко Олександр Михайлович  | 13.10.1972 | вища                | член Політичної партії «Сила людей»                              | тимчасово не працює                                                                                         |
| 5                                                          | Федорова Людмила Олексіївна     | 17.02.1973 | вища                | безпартійна                                                      | ФОП |
| 3                                                          | Твердохліб Володимир Вікторович | 15.03.1975 | професійно-технічна | безпартійний                                                     | в/ч А1880, службовець ЗСУ                                                                                   |
| ПОЛІТИЧНА ПАРТІЯ «УКРАЇНСЬКЕ ОБ'ЄДНАННЯ ПАТРІОТІВ — УКРОП» |                                 |            |                     |                                                                  | |
| пк                                                         | Свічинський Сергій Семенович    | 14.12.1976 | вища                | член ПОЛІТИЧНОЇ ПАРТІЇ «УКРАЇНСЬКЕ ОБ'ЄДНАННЯ ПАТРІОТІВ — УКРОП» | ТОВ «АЗИМУТ», заступник директора                                                                           |
| 12                                                         | Кухаренко Ігор Вікторович       | 29.09.1969 | вища                | безпартійний                                                     | Збройні Сили України, військовослужбовець                                                                   |
| 13                                                         | Потєхін Петро Геннадійович      | 12.11.1974 | вища                | безпартійний                                                     | Збройні Сили України, військовослужбовець                                                                   |
| 33                                                         | Шекера Олексій Юрійович         | 24.01.1980 | вища                | безпартійний                                                     | тимчасово не працює                                                                                         |
| Радикальна партія Олега Ляшка                              |                                 |            |                     |                                                                  | |
| пк                                                         | Омельченко Тетяна Леонідівна    | 04.08.1983 | вища                | член Радикальної партії Олега Ляшка                              | Товариство з обмеженою відповідальністю "ЮРИДИЧНА КОМПАНІЯ «ФОРТУНА», директор                              |
| 24                                                         | Євменов Володимир Володимирович | 13.01.1987 | професійно-технічна | член Радикальної партії Олега Ляшка                              | тимчасово не працює                                                                                         |
| 30                                                         | Фіалко Олег Миколайович         | 05.08.1973 | професійно-технічна | безпартійний                                                     | Фізична особа-підприємець                                                                                   |
| 4                                                          | Кацара Валерій Іванович         | 21.09.1974 | вища                | член Радикальної партії Олега Ляшка                              | пенсіонер                                                                                                   |
| Народна Партія                                             |                                 |            |                     |                                                                  | |
| пк                                                         | Алексанян Мехак Ваняєвич        | 07.10.1970 | вища                | член Народної Партії                                             | Фізична особа-підприєм, директор                                                                            |
| 3                                                          | М'яновський Юрій Юліанович      | 01.05.1975 | вища                | член Народної Партії                                             | в/ч 1789, головний інженер                                                                                  |
| 28                                                         | Яценко Валерій Григорович       | 07.11.1969 | професійно-технічна | член Народної Партії                                             | ТОВ УСП «Київський обласний хлібопекарський комплекс», механік                                              |
| політична партія Всеукраїнське об'єднання «Свобода»        |                                 |            |                     |                                                                  | |
| пк                                                         | Коваленко Юрій Іванович         | 02.05.1995 | вища                | член політичної партії Всеукраїнське об'єднання «Свобода»        | тимчасово не працює                                                                                         |
| 29                                                         | Науменко Валентин Петрович      | 27.11.1953 | загальна середня    | член політичної партії Всеукраїнське об'єднання «Свобода»        | ЦПМСД, завідувач господарством                                                                              |
| 6                                                          | Кривша Ярослав Анатолійович     | 30.01.1990 | вища                | член політичної партії Всеукраїнське об'єднання «Свобода»        | адвокатське об'єднання «Андрій Лакуша і партнери», помічник адвоката                                        |
| Політична партія «Нові обличчя»                            |                                 |            |                     |                                                                  | |
| пк                                                         | Сабов Сергій Олександрович      | 22.08.1966 | вища                | безпартійний                                                     | Васильківська міська рада, міський голова                                                                   |
| 8                                                          | Березанська Евеліна Юріївна     | 25.02.1981 | вища                | безпартійна                                                      | Васильківська міська рада, головний спеціаліст відділу з надзвичайних ситуацій апарату виконавчого комітету |
| Політична Партія «Опозиційний блок»                        |                                 |            |                     |                                                                  | |
| пк                                                         | Мазепа Олег Володимирович       | 21.04.1975 | вища                | член Політичної Партії «Опозиційний блок»                        | ТОВ «901», заступник директора                                                                              |
| 2                                                          | Гладкова Тетяна Анатоліївна     | 27.05.1977 | вища                | член Політичної Партії «Опозиційний блок»                        | Васильківська районна рада, головний спеціаліст                                                             |

### Депутати VI скликання
За результатами місцевих виборів 2010 року
- Кількість депутатських мандатів у раді: 46
- Кількість депутатських мандатів, отриманих кандидатами у депутати за результатами виборів: 45
- Кількість депутатських мандатів у раді, що залишаються вакантними: 1

#### За суб'єктами висування
| Суб'єкт висування                                   | Кількість обраних депутатів | %    |
| --------------------------------------------------- | --------------------------- | ---- |
| Партія регіонів                                     | 13                          | 28,9 |
| Політична партія «За Україну!»                      | 6                           | 13,3 |
| Політична партія «УДАР»                             | 5                           | 11,1 |
| Партія промисловців і підприємців України           | 4                           | 8,9  |
| Політична партія «Сильна Україна»                   | 3                           | 6,7  |
| Всеукраїнська партія Народної Довіри                | 2                           | 4,4  |
| Громадянська партія «ПОРА»                          | 2                           | 4,4  |
| Комуністична партія України                         | 2                           | 4,4  |
| Політична партія Всеукраїнське об'єднання «Свобода» | 2                           | 4,4  |
| Соціалістична партія України                        | 2                           | 4,4  |
| Політична партія «Зелені»                           | 1                           | 2,2  |
| Політична партія «Наша Україна»                     | 1                           | 2,2  |
| Політична партія «Третя Сила»                       | 1                           | 2,2  |
| Українська республіканська партія «Собор»           | 1                           | 2,2  |

#### За округами
| № округу                                                                             | Прізвище, ім'я, по батькові         | Дата визнання обраним | Освіта             | Партійна приналежність                                                                     | Відомості про обраного депутата                                                                                    |
| ------------------------------------------------------------------------------------ | ----------------------------------- | --------------------- | ------------------ | ------------------------------------------------------------------------------------------ | --- |
| Всеукраїнська партія Народної Довіри                                                 |                                     |                       |                    |                                                                                            | |
| б/м                                                                                  | Боровик Анатолій Павлович           | 05.11.2010            | вища               | член Всеукраїнської партії Народної Довіри                                                 | пенсіонер |
| б/м                                                                                  | Романенко Олександр Іванович        | 05.11.2010            | вища               | член Всеукраїнської партії Народної Довіри                                                 | ПП «Коріна», директор                                                                                              |
| Громадянська партія «ПОРА»                                                           |                                     |                       |                    |                                                                                            | |
| б/м                                                                                  | Самойленко Валерій Васильович       | 05.11.2010            | вища               | член Громадянської партії «ПОРА»                                                           | фізична особа-підприємець                                                                                          |
| 12                                                                                   | Савчук В'ячеслав Олексійович        | 05.11.2010            | вища               | член Громадянської партії «ПОРА»                                                           | ТОВ «-Інтерторг-1», заступник директор                                                                             |
| Комуністична партія України                                                          |                                     |                       |                    |                                                                                            | |
| б/м                                                                                  | Пашкевич Станіслав Петрович         | 05.11.2010            | середня спеціальна | член Комуністичної партії України                                                          | пенсіонер |
| б/м                                                                                  | Савран Валерій В'ячеславович        | 05.11.2010            | вища               | член Комуністичної партії України                                                          | приватне підприємство, комерційний директор                                                                        |
| Партія промисловців і підприємців України                                            |                                     |                       |                    |                                                                                            | |
| б/м                                                                                  | Сєргєєв Сергій Олександрович        | 05.11.2010            | вища               | член Партії промисловців і підприємців України                                             | фізична особа-підприємець                                                                                          |
| 2                                                                                    | Гурєєв Володимир Володимирович      | 05.11.2010            | вища               | позапартійний                                                                              | пенсіонер |
| 10                                                                                   | Скиба Олександр Сергійович          | 05.11.2010            | вища               | позапартійний                                                                              | Васильківська міська рада Київської області, перший заступник Васильківського міського голови                      |
| 21                                                                                   | Горулько Леонід Васильович          | 05.11.2010            | вища               | позапартійний                                                                              | Васильківська загальноосвітня середня школа № 6, директор                                                          |
| Партія регіонів                                                                      |                                     |                       |                    |                                                                                            | |
| б/м                                                                                  | Мазепа Вікторія Валеріївна          | 05.11.2010            | вища               | член Партії регіонів                                                                       | Васильківський районний пенсійний фонд, заступник керівника                                                        |
| б/м                                                                                  | Гладкова Тетяна Анатоліївна         | 05.11.2010            | вища               | член Партії регіонів                                                                       | Управління праці та соціального захисту населення при Васильківській РДА, заступник                                |
| б/м                                                                                  | Ситник Роман Олександрович          | 05.11.2010            | вища               | член Партії регіонів                                                                       | TOB «Аякс-Форд», адміністратор                                                                                     |
| б/м                                                                                  | Федоров Валерій Васильович          | 05.11.2010            | вища               | член Партії регіонів                                                                       | TOB «Либідь», директор                                                                                             |
| б/м                                                                                  | Шейда Микола Васильович             | 05.11.2010            | вища               | член Партії регіонів                                                                       | Васильківський МВГУМВС України в Київській області, заст. керівника ВМВШ                                           |
| 1                                                                                    | Нікіфоров Микола Миколайович        | 05.11.2010            | вища               | член Партії регіонів                                                                       | в/ч А 0704, начальник центру в/ч А 0704                                                                            |
| 6                                                                                    | Пашов Іван Іванович                 | 05.11.2010            | вища               | член Партії регіонів                                                                       | тимчасово не працює                                                                                                |
| 8                                                                                    | Постніков Олександр Олексійович     | 05.11.2010            | вища               | член Партії регіонів                                                                       | Васильківський коледж НАУ, начальник                                                                               |
| 9                                                                                    | Агеєв Олександр Васильович          | 05.11.2010            | вища               | член Партії регіонів                                                                       | Васильківська рада ветеранів, голова                                                                               |
| 15                                                                                   | Пасіка Регіна Антонівна             | 05.11.2010            | вища               | член Партії регіонів                                                                       | Васильківська спецшкола-інтернат, заступник директора                                                              |
| 18                                                                                   | Богданов Володимир Олександрович    | 05.11.2010            | вища               | член Партії регіонів                                                                       | ТОВ «Грант», директор                                                                                              |
| 19                                                                                   | Марков Владислав Сергійович         | 05.11.2010            | вища               | член Партії регіонів                                                                       | пенсіонер |
| 23                                                                                   | Пацало Лідія Миколаївна             | 08.11.2010            | вища               | член Партії регіонів                                                                       | КЗ КОР "Київська обласна клінічна лікарня, завідувачка консультаційної поліклініки                                 |
| Політична партія Всеукраїнське об'єднання «Свобода»                                  |                                     |                       |                    |                                                                                            | |
| 13                                                                                   | Шевченко Тарас Олександрович        | 05.11.2010            | вища               | член Всеукраїнського об'єднання «Свобода»                                                  | фізична особа-підприємець                                                                                          |
| 16                                                                                   | Корчинський Іван Йосипович          | 05.11.2010            | вища               | член Всеукраїнського об'єднання «Свобода»                                                  | Українська Православна Церква Київського Патріархату Святого Рівноапостольного князя Володимира Великого, староста |
| Політична партія «За Україну!»                                                       |                                     |                       |                    |                                                                                            | |
| б/м                                                                                  | Нередько Сергій Володимирович       | 05.11.2010            | вища               | член Політичної партії «За Україну!»                                                       | Всеукраїнська громадська організація Спілка офіцерів України, заступник голови-голова секретаріату                 |
| б/м                                                                                  | Пальоха Руслан Миколайович          | 05.11.2010            | вища               | член Політичної партії «За Україну!»                                                       | тимчасово не працює                                                                                                |
| б/м                                                                                  | Бевз Сергій Васильович              | 05.11.2010            | вища               | позапартійний                                                                              | тимчасово не працює                                                                                                |
| 4                                                                                    | Калініченко Валерій Іванович        | 05.11.2010            | вища               | позапартійний                                                                              | ЗАТ «Васильківхлібопродукт», завідувач складу матеріально технічного забезпечення                                  |
| 20                                                                                   | Мосійчук Ігор Володимирович         | 05.11.2010            | вища               | позапартійний                                                                              | ПП "РІА"Легіон", головний редактор                                                                                 |
| 22                                                                                   | Шекера Олексій Юрійович             | 05.11.2010            | вища               | позапартійний                                                                              | Боярський коледж екології та природних ресурсів НУБІП України, викладач                                            |
| Політична партія «Зелені»                                                            |                                     |                       |                    |                                                                                            | |
| 7                                                                                    | Омельченко Тетяна Леонідівна        | 05.11.2010            | вища               | член Політичної партії «Зелені»                                                            | фізична особа-підприємець                                                                                          |
| Політична партія «Наша Україна»                                                      |                                     |                       |                    |                                                                                            | |
| б/м                                                                                  | Мартинюк В'ячеслав Юрійович         | 05.11.2010            | вища               | позапартійний                                                                              | приватний підприємець, адвокат                                                                                     |
| Політична партія «Сильна Україна»                                                    |                                     |                       |                    |                                                                                            | |
| б/м                                                                                  | Беньківський Андрій Валерійович     | 05.11.2010            | середня            | член Політичної партії «Сильна Україна»                                                    | ТОВ «Ліра», директор                                                                                               |
| б/м                                                                                  | Беньківський Володимир Валерійович  | 05.11.2010            | вища               | член Політичної партії «Сильна Україна»                                                    | ТОВ «Ліра», заступник директора                                                                                    |
| 11                                                                                   | Нещасний Олександр Григорович       | 05.11.2010            | вища               | член Політичної партії «Сильна Україна»                                                    | Васильківська ЦРЛ, заступник головного лікаря                                                                      |
| Політична партія «Третя Сила»                                                        |                                     |                       |                    |                                                                                            | |
| 5                                                                                    | Сіранчук Василь Михайлович          | 05.11.2010            | вища               | член Політичної партії «Третя Сила»                                                        | Васильківська ЦРЛ, лікар-стоматолог                                                                                |
| Політична партія «УДАР (Український Демократичний Альянс за Реформи) Віталія Кличка» |                                     |                       |                    |                                                                                            | |
| б/м                                                                                  | Коробецький Мирослав Богданович     | 05.11.2010            | вища               | член Політичної партії «УДАР (Український Демократичний Альянс за Реформи) Віталія Кличка» | приватний підприємець                                                                                              |
| б/м                                                                                  | Тягун Ольга Михайлівна              | 05.11.2010            | вища               | член Політичної партії «УДАР (Український Демократичний Альянс за Реформи) Віталія Кличка» | приватний підприємець, арбітражний керуючий                                                                        |
| б/м                                                                                  | Сабов Сергій Олександрович          | 05.11.2010            | вища               | член Політичної партії «УДАР (Український Демократичний Альянс за Реформи) Віталія Кличка» | приватний підприємець                                                                                              |
| б/м                                                                                  | Мартиновський Олександр Валерійович | 05.11.2010            | вища               | позапартійний                                                                              | ФОП Мартиновський О. В., адвокат                                                                                   |
| 17                                                                                   | Змаєва Ольга Євгеніївна             | 05.11.2010            | вища               | член Політичної партії «УДАР (Український Демократичний Альянс за Реформи) Віталія Кличка» | Виконавчий комітет Васильківської міської ради, головний спеціаліст юридичного відділу                             |
| Соціалістична партія України                                                         |                                     |                       |                    |                                                                                            | |
| б/м                                                                                  | Грушка Володимир Миколайович        | 05.11.2010            | вища               | член Соціалістичної партії України                                                         | КП «Васильківтепломережа», директор                                                                                |
| 14                                                                                   | Бурсова Людмила Петрівна            | 05.11.2010            | вища               | член Соціалістичної партії України                                                         | Управління праці та соціального захисту населення Васильківської міської ради, спеціаліст                          |
| Українська республіканська партія «Собор»                                            |                                     |                       |                    |                                                                                            | |
| 3                                                                                    | Цегельний Віталій Васильович        | 05.11.2010            | вища               | член Української республіканської партії «Собор»                                           | співзасновник ПП «Агро-Дніпро плюс»                                                                                |

## Бізнес потенціал
Кількість працездатного населення
Загальна чисельність населення – 36 392 осіб, середньооблікова кількість штатних працівників – 8001 особа.
Із них безробітних
На кінець 2015 року на обліку перебуває 370 осіб, з них всі мають статус безробітного (в 2014 році – 465 осіб). Допомогу по безробіттю з їх числа отримують 320 осіб (в 2014 році – 450 осіб).

### Площа земель, що можна виділити під бізнес діяльність
територія міста обмежена землями Васильківського району. 
ТЕРИТОРІЯ МІСТА – 2 103,0 га 
- площа прибудинкової території складає – 330 042 м.кв.
- територія загального користування: вулиці, доріг – 131,30 км по м. Василькову та доріг та тротуарів по в/м №11 -7400 пм.;
- парків -2 од.;
- скверів-5 од.;
- дитячих ігрових майданчиків 53од./ 21 381 м² з них загально – міського користування – 3 одиниці площею 12059 м².;
- братських могил (Братська могила радянських воїнів, які загинули в 1941,1943 рр, пам’ятник * братська могила невідомим солдатам (6 поховань) -3 од.;
- меморіальний комплекс «Меморіал вічної Слави»;
- місць почесних поховань -3.

ЗАГАЛЬНИЙ ЖИТЛОВИЙ ФОНД – 420,7 тис. м² (що знаходяться на балансі КП «ККП м. Васильків»). На балансі КП «ККП м. Василькова» рахується понад 180 будинків та гуртожитків.
Мереж водовідведення всього -71,6 км в т.ч.
Мереж водопостачання -105,7 км в т.ч.

### Традиційні види бізнесу
адміністративний центр району з розвинутим багатогалузевим господарством. Нині в місті працюють підприємства харчової, легкої, обробної, машинобудівної, металооробної, хімічної та інших галузей промисловості, розвивається мале підприємництво. Тут виготовляються товари народного споживання, металопрофіль, металопластикові вікна та двері, електротовари, меблі, шкіру, майолікові вироби, косметичну та парфумерну продукцію, макаронні та хлібобулочні вироби, комбікорми та багато іншої продукції. 
Підприємства, що функціонують на території міста Василькова, здійснюють зовнішньоторговельну діяльність з такими країнами світу: Російською Федерацією, Польщею, Білоруссю, Іспанією, Литвою, Італією, Молдовою, Туркменістаном, Китаєм, Узбекистаном тощо.

### Конкурентні переваги міста
вдале географічне розташування міста, близькість до столиці, транспортних шляхів, наявність залізниці (відстань від м. Васильків до м. Київ 36 км.)
ОСНОВНІ АВТОМАГІСТРАЛІ
Місто знаходиться на відстані 10 км від магістралі загальнодержавного значення Київ – Одеса. Також через місто проходять інші автошляхи: Васильків-Обухів-Українка. 
ЗАЛІЗНИЧНЕ СПОЛУЧЕННЯ
Васильків-1 є залізничним вузлом і забезпечує транспортні зв’язки з іншими областями України. Відстань залізницею до міста Києва становить 36 км. Від станції Васильків-1 до міста Васильків прокладена залізнична колія, яка на даний час майже не використовується.
ПАСАЖИРОПЕРЕВЕЗЕННЯ
З Василькова здійснюються міжміські (Київ-Васильків), обласні (Васильків – Біла Церква) та пасажирські перевезення по Васильківському району. Надаються послуги з пасажирських перевезень суб’єктами господарювання – власниками таксі, інші види транспорту в місті відсутні.
АВТОБУСНІ МАРШРУТИ
В місті діють 2 маршрути громадського транспорту: 
№3 ДП «Комісарова гора»- Містечко» та №4 ДП «Комісарова гора»- Массив»;
Через місто здійснюються пасажироперевезення за маршрутами:
- № 1 «Васильків-Калинівка»,
- № 303 «Київ-Васильків»,
- «Здоровка-Київ»,
- «Путрівка-Київ»,
- «Порадівка-Київ»,
- «Вінстави-Київ» тощо.

АЕРОДРОМ
Відстань до міжнародного аеропорту Бориспіль (Київська область) становить 130 кілометрів, до аеропорту Жуляни – 40 км.

### Пільги та інша підтримка, що надається бізнесу радою
в місті діє Координаційна рада з питань розвитку підприємництва, установи та заклади інфраструктури підтримки підприємництва.

## Працюючі підприємства
Підприємства міста здійснюють виробництво різноманітної продукції легкої, хімічної, металопереробної, харчової та переробної галузей, а саме: шкіри, борошна, круп, висівок, електропобутових приладів, деталей та приладів до двигуні, будівельних та металевих виробів, деревини та столярних виробів, труб та профілів з пластмаси, мила та миючих засобів, засобів для гоління, прийняття ванн тощо, тари з пластмаси, харчових добавок, машин та устаткування, зброї, військової техніки, продукції холодного штампування та гнуття, вспученого вермикуліта, будівельних матеріалів, електронагрівачів, металочерепиці, профнастілу, теплоізольованих матеріалів (вермікуліт), майолікових виробів, профілів для гіпсокартонних конструкцій, армуючі профілів для метало-пластикових вікон, труб та виробів з поліуритану та поліпропілену, виготовлення ПЕТ преформ, ПЕТ пляшок, систем кондиціювання, єврорубероїду, формування і оброблення скла тощо.
До найбільш відомих підприємств за видами економічної діяльності належать:
Виробництво харчових продуктів, стабілізуючих сумішів та харчових добавок: 
- ТОВ „Васильківхлібопродукт”
- ТОВ Виробнича фірма „Васильків –млин”
- ТОВ «Макрос»
- ТОВ «ФудТеК»

Виробництво шкіри, виробів з шкіри:
- ТОВ „СлаВа”

Виробництво пластмас у первинних формах, труб із поліуритана для водопостачання, газопостачання, каналізації, пластикова тара:
- ТОВ” ВЗХ – Полімер”
- ТОВ «КУМІР»

Виробництво профілю для гіпсокартону, комплектуючих для гіпсокартону:
- ТОВ „Київ – Профіль”

Машинобудування, ремонт, монтаж машин та устаткування: 
- ТОВ «НВК ВК Система»

Виробництво неметалевих мінеральних виробів, будівельних матеріалів:
- ТОВ «ЗАВОД Ореол-1»

Виробництво хімічних речовин і хімічної продукції:
- ТОВ „Аква-косметикс груп”
- ТОВ «Українські екологічні технології плюс» тощо.